# Hungry people
Hungry people is een studioalbum van Rabih Abou-Khalil. Het album bevat de voor hem gebruikelijke etnojazz. Het album is van 19 tot en met 26 mei 2011 opgenomen in de geluidsstudio van geluidstechnicus Walter Quintus in Berlijn. Het was het eerste album, dat sinds zijn langlopende verbintenis met Enja Records op een ander platenlabel verscheen. Het is vooralsnog het laatst bekende album van Abou-Khalil (gegevens augustus 2017). Hij bleef echter wel (schaars) optreden.

## Musici
- Rabih Abou-Khalil – oud
- Gavino Murgia – sopraansaxofoon, stem
- Luciano Biondini – accordeon
- Michel Godard – tuba, serpent, basgitaar
- Jarrod Cagwin – slagwerk, snaardrum

## Muziek
Alle muziek van Rabih Abou-Khalil

| Nr. | Titel                                | Duur |
| --- | ------------------------------------ | ---- |
| 1.  | Shrilling chicken                    | 4:11 |
| 2.  | When the dog bites                   | 5:12 |
| 3.  | A better tomorrow                    | 6:43 |
| 4.  | Banker’s banquet                     | 5:32 |
| 5.  | Dreams of a dying city               | 5:37 |
| 6.  | Fish and chips and mushy peas        | 4:42 |
| 7.  | Hats and cravats                     | 6:08 |
| 8.  | When Frankie shot Lara               | 6:32 |
| 9.  | Si tu me quittes                     | 7:05 |
| 10. | Shaving is boring, waxing is painful | 4:48 |

Dreams of a dying city gaat niet alleen over het letterlijke eind van een stad als gevolg van (burger-)oorlog, maar ook over het verdwijnen van culturele waarden. Abou-Khalil zag geen mogelijkheid de wereld te verbeteren, het is volgens hem alleen zijn commentaar op het gebeurde. Hij lichtte het toe tijdens een interview dat werd uitgezonden in 2016 tijdens Vrije Geluiden van de VPRO.